# Watruszki

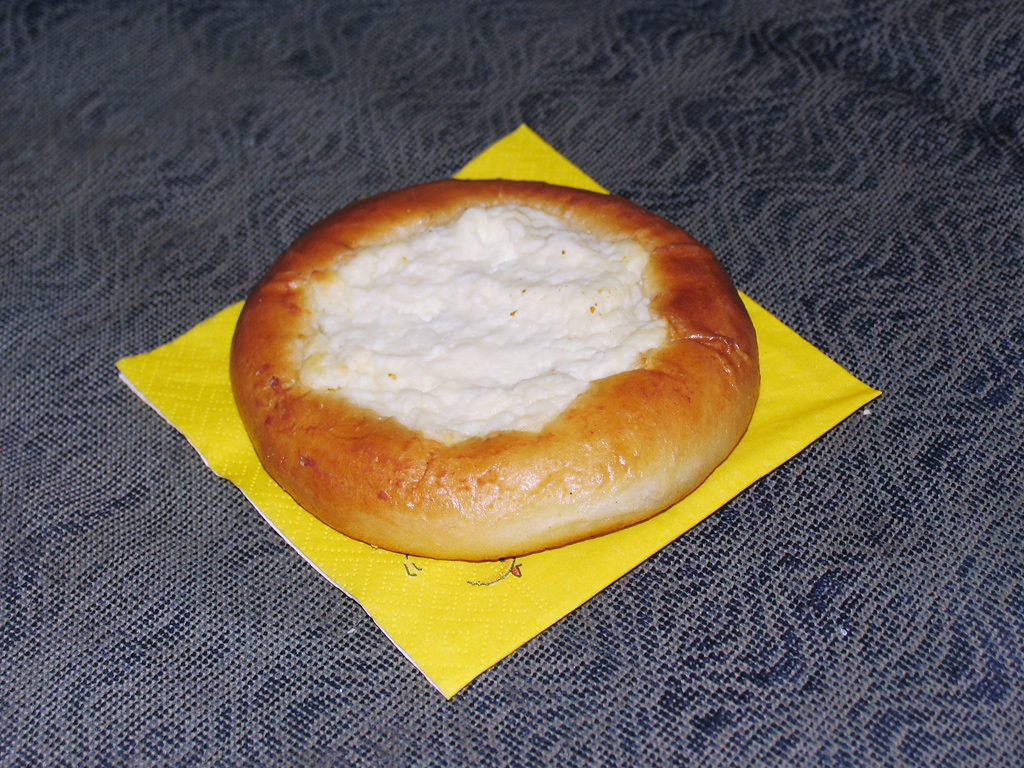
Typowa prosta watruszka

Watruszki - słodkie okrągłe pieczywo z ciasta drożdżowego, z nadzieniem z sera, lub owoców. Popularna ukraińska i rosyjska potrawa. Nazwa pochodzi od ukraińskiego słowa ватра.